# Prix culturel de la Société allemande de photographie
Le prix culturel de la Société allemande de photographie est attribué depuis 1959. C'est l'un des prix de photographie les plus importants en Allemagne.

## Lauréats
| - 1959 : Helmut Gernsheim et Robert Janker - 1960 : Fritz Brill et Albert Renger-Patzsch - 1961 : John Eggert, Hilmar Pabel, August Sander et Gustav Wilmanns - 1962 : Alfred Eisenstaedt et Otto Steinert - 1963 : Edith Weyde - 1964 : Fritz Kempe et Emil Schulthess - 1965 : Heinz Hajek-Halke et Felix H. Man - 1966 : Man Ray et Alexander Smakula - 1967 : Henri Cartier-Bresson et Edwin Herbert Land - 1968 : Bruno Uhl, Chargesheimer, Charlotte March et Thomas Höpker - 1969 : Herbert Bayer et Hellmut Frieser - 1970 : Beaumont Newhall et L. Fritz Gruber - 1971 : Dennis Gábor et Josef Svoboda - 1972 : Ernst Haas - 1973 : Walter Bruch, Leopold Godowsky, Jr. et Gotthard Wolf - 1974 : Erwin Fieger et Willy Fleckhaus - 1975 : Croix-Rouge allemande - 1976 : Rosemarie Clausen, Regina Relang et Liselotte Strelow - 1977 : Wesley T. Hanson et Eberhard Klein - 1978 : Gisèle Freund - 1979 : Andor Kraszna-Krausz, Allan Porter et Wolf Strache - 1980 : Ludwig Bertele et J. A. Schmoll - 1981 : Harold E. Edgerton et J. Mitchell - 1982 : Eliot Porter et Reinhart Wolf - 1983 : Karl Pawek (posthume) - 1984 : Jacques-Henri Lartigue - 1985 : Bernd et Hilla Becher - 1986 : Paul K. Weimer - 1987 : Irving Penn - 1988 : William Klein | - 1989 : Paul B. Gilman, Erik Moisar et Tadaaki Tani - 1990 : Cornell Capa, Sue Davies et Anna Farova - 1991 : Peter Keetman - 1992 : Evelyn Richter - 1993 : Lennart Nilsson - 1994 : Christine Frisinghelli et Manfred Willmann - 1995 : Mario Giacomelli - 1996 : Karl Lagerfeld - 1997 : David Hockney - 1998 : Andreas Feininger - 1999 : Gruppe fotoform, Siegfried Lauterwasser, Wolfgang Reisewitz et Toni Schneiders - 2000 : Robert Häusser - 2001 : F. C. Gundlach - 2002 : A. D. Coleman et Richard Misrach - 2003 : Wim Wenders et Mogens S. Koch - 2004 : Daidō Moriyama - 2005 : Wilfried Wiegand - 2006 : Ed Ruscha - 2007 : Sarah Moon et Robert Delpire - 2008 : Steven J. Sasson - 2009 : Wolfgang Tillmans - 2010 : Stephen Shore - 2011 : Klaus Honnef - 2012 : Manfred P. Kage - 2013 : Maryse Cordesse, Lucien Clergue, Jean-Maurice Rouquette, Michel Tournier - 2014 : Gottfried Jäger - 2015 : Trevor Paglen - 2016 : Lothar Schirmer - 2017 : Duane Michals - 2018 : Wolfgang Kemp - 2019 : Helga Paris - 2020 : Ute Eskildsen - 2021 : Artur Walther - 2022 : Hans-Michael Koetzle - 2023 : Ute et Werner Mahler |